# Icosaedro metabidiminuído
Em geometria, o icosaedro metabidiminuído é um dos sólidos de Johnson (J62). O nome se refere a uma maneira de construí-lo, ao remover duas pirâmides pentagonais de um icosaedro regular, repondo dois conjuntos de cinco faces triangulares do icosaedro com duas faces pentagonais adjacentes.